# Prawdziska
Prawdziska (deutsch Prawdzisken, 1934–1945 Reiffenrode) ist ein polnisches Dorf im nordöstlichen Masuren. Es zählt zur Gemeinde Kalinowo (Kallinowen, 1938 bis 1945 Dreimühlen) in der Woiwodschaft Ermland-Masuren, Landkreis Ełk.

## Geographische Lage
Das Dorf befindet sich östlich der Ortschaft Kalinowo direkt an der Grenze zur Woiwodschaft Podlachien, 26 Kilometer nordöstlich der Kreisstadt Ełk (Lyck).

## Ortsname
Die Herkunft des historischen Ortsnamens Prawdzisken leitet sich aus dem masurischen Begriff für einen Steinpilz ab.

## Geschichte
Der Ort Prawdzisken entstand durch Binnenwanderung aus dem Lycker Raum. 1505 übertrug der Komtur von Lyck Jacob Reiff, auch Walter genannt, den Kolonisten Adam (Jadamowi) Sanden und Nikolaus (Miklas) Bahlo 10 Hufen zur Bewirtschaftung.
1656 fielen die mit Polen verbündeten Tataren in weite Teile Masurens und auch in Prawdzisken ein, wobei das Dorf weitgehend zerstört wurde. Der Lycker Amtshauptmann von Auer vermerkte als Bilanz: 30 Hufen, 19 Gehöfte stehet, alles bis aufs Hufen über Winter besät, keine Vorräte, 17 Personen fort getrieben.
Im Mai 1874 wurde im Zuge einer preußischen Gemeindereform der neue Amtsbezirk Dluggen (polnisch Długie) gebildet, der die Gemeinden Burnien, Dluggen, Dlugoniedziellen, Duttken, Gronsken, Kolleschnicken, Krzysewen, Prawdzisken und Romanowen und den Gutsbezirk Imionken umfasst.
1905 erhielt Prawdzisken im evangelisch dominierten Landkreis eine katholische Kirchengemeinde. Pastor war dort von 1919 bis 1926 Wojciech Rogaczewski, der sich 1920 bei der Volksabstimmung im Abstimmungsgebiet Allenstein über die staatliche Zukunft des südlichen Ostpreußens aktiv für die Loslösung vom Deutschen Reich und den Anschluss an Polen aussprach. In Prawdzisken stimmten 220 Einwohner für den Verbleib bei Ostpreußen, auf Polen entfiel keine Stimme. Rogaczewski warb weiter für eine Wiederbelebung der polnischen Sprache bei der altmasurischen Bevölkerung, bis er 1926 Deutschland verließ.
Am 24. Juni 1908 wurde im Zuge der Schaffung von größeren territorialen Einheiten der Amtsbezirk Dluggen aufgelöst, die Landgemeinden Burnien, Dluggen, Kolleschnicken, Krzysewen und Prawdzisken kamen zum Amtsbezirk Kallinowen (1938 bis 1945 „Amtsbezirk Dreimühlen“). Mit der Wiedergründung Polens 1918 wurde Prawdzisken Grenzstadt der Provinz Ostpreußen zur angrenzenden polnischen Woiwodschaft Podlachien.
Prawdzisken wurde am 31. Januar 1934 im Zuge der massiven Eindeutschung von Ortsnamen masurischer, polnischer oder litauischer Herkunft in Reiffenrode umbenannt. Der Name Reiffenrode ist darauf zurückzuführen, dass der Ort 1504 in einem bis dahin bewaldeten Gebiet (Rodung) im Wesentlichen durch das Wirken von Jacob Reiff entstanden ist. Nach Ende des Zweiten Weltkrieges 1945 wurde der Ort wieder in der polnischen Schreibweise des historischen Ortsnamens Prawdzisken in „Prawdziska“ umbenannt.
Mit Kriegsende fiel das zum Deutschen Reich (Ostpreußen) gehörende Reiffenrode an Polen. Die ansässige deutsche Bevölkerung wurde, soweit sie nicht geflüchtet war, größtenteils vertrieben bzw. ausgesiedelt. Neubürger aus anderen Teilen Polens wurden neben der angestammten masurischen Minderheit angesiedelt.
Von 1975 bis 1998 gehörte Prawdziska zur Woiwodschaft Suwałki. 1999 wurde der Ort der neu gebildeten Woiwodschaft Ermland-Masuren zugeordnet.

### Einwohnerentwicklung
- 1821: 170 Einwohner
- 1910: 334 Einwohner[5]
- 1933: 296 Einwohner[6]
- 1939: 276 Einwohner[6]

## Religionen

### Evangelisch

#### Kirchengebäude
In Prawdzisken wurde im Jahre 1906 die evangelische Kirche eingeweiht. Es handelte sich um einen Backsteinbau mit Dachreiter und Glockenstuhl am Nordeingang. Die Ausstattung mit Altar und seitlicher Kanzel war schlicht gehalten. Das Altarbild zeigte „Das Abendmahl“.

#### Kirchengemeinde
Das Kirchspiel Prawdzisken wurde 1905 gegründet und als Filialgemeinde der Pfarrei Borszymmen im Kirchenkreis Lyck in der Kirchenprovinz Ostpreußen der Kirche der Altpreußischen Union beigeordnet. Zum Sprengel Prawdzisken der Pfarrei Borszymmen/Prawdzisken gehörten: Alt Czymochen (1929 bis 1945 Finsterwalde), *Gingen, *Kolleschnicken (1938 bis 1945 Jürgenau) und *Prawdzisken.
Im Jahre 1929 wurde die Kirchengemeinde Prawdzisken von Borszymmen gelöst und verselbständigt. Die Geistlichen, die an der Prawdziskener Kirche Dienst taten, rekrutierten sich vorzugsweise aus dem Kreis der Hilfsprediger.
Flucht und Vertreibung der einheimischen Bevölkerung brachten das kirchliche Leben nach 1945 zum Erliegen. Heute leben nur sehr wenige evangelische Kirchenglieder in Prawdzisken. Sie orientieren sich zur Kirchengemeinde in der Kreisstadt Ełk (Lyck), einer Filialgemeinde der Pfarrei in Pisz (deutsch Johannisburg) in der Diözese Masuren der Evangelisch-Augsburgischen Kirche in Polen.

### Römisch-katholisch

#### Kirchengebäude
Im Jahre 1905 erhielt Prawdzisken eine römisch-katholische Kirche, deren Namensträger der Apostel St. Andreas (heute polnisch: Św. Andrzeja Apostoła) wurde. Das Gotteshaus wurde in neugotischem Stil errichtet.

#### Pfarrgemeinde
Zur Pfarrgemeinde Prawdzisken gehörten vor 1945 mehr als fünfzig Pfarreiorte im gesamten östlichen Kreis Lyck. Sie war in das Dekanat Masuren II (Sitz: Johannisburg) im Bistum Ermland eingegliedert. Die Zahl der Gemeindeglieder erhielt nach 1945 einen hohen Zulauf, der Pfarreibezirk wurde eingeschränkt und in seinem Norden in Turowo (Thurowen, 1938 bis 1945 Auersberg) eine Filialgemeinde errichtet. Die Pfarrei Prawdziska gehört heute zum Dekanat Miłosierdzia Bożego in Ełk im Bistum Ełk der Römisch-katholischen Kirche in Polen.

## Verkehr
Prawdziska liegt an der verkehrstechnisch bedeutenden Ost-West-Achse Landesstraße 16, die die drei Woiwodschaften Kujawien-Pommern, Ermland-Masuren und Podlachien miteinander verbindet. Vor 1945 war Prawdzisken resp. Reiffenrode Grenzort an der 500 Meter weiter östlich gelegenen Staatsgrenze nach Polen, die heute von der Woiwodschaftsgrenze zwischen Ermland-Masuren und Podlachien markiert wird.